# Miasteczko Krajeńskie (gromada)
Miasteczko Krajeńskie (utworzona jako Miasteczko Kraińskie) – dawna gromada, czyli najmniejsza jednostka podziału terytorialnego Polskiej Rzeczypospolitej Ludowej w latach 1954–1972.
Gromady, z gromadzkimi radami narodowymi (GRN) jako organami władzy najniższego stopnia na wsi, funkcjonowały od reformy reorganizującej administrację wiejską przeprowadzonej jesienią 1954 do momentu ich zniesienia z dniem 1 stycznia 1973, tym samym wypierając organizację gminną w latach 1954–1972.
Gromadę Miasteczko Kraińskie z siedzibą GRN w mieście Miasteczku Kraińskim (nie wchodzącym w jej skład; obecnie jest to wieś o nazwie Miasteczko Krajeńskie) utworzono – jako jedną z 8759 gromad na obszarze Polski – w powiecie wyrzyskim w woj. bydgoskim, na mocy uchwały nr 24/18 WRN w Bydgoszczy z dnia 5 października 1954. W skład jednostki weszły obszary dotychczasowych gromad Brzostowo i Wolsko ze zniesionej gminy Miasteczko Kraińskie w tymże powiecie. Dla gromady ustalono 23 członków gromadzkiej rady narodowej.
Począwszy od wykazu gromad z 1956 roku, jednostka występuje pod nazwą gromada Miasteczko Krajeńskie.
1 stycznia 1958 do gromady Miasteczko Krajeńskie włączono obszar zniesionej gromady Grabówno w tymże powiecie.
1 stycznia 1969 z gromady Miasteczko Krajeńskie wyłączono grunty o powierzchni ogólnej 18,08 ha, włączając je do miasta Miasteczko Krajeńskie w tymże powiecie; do gromady Miasteczko Krajeńskie z Miasteczka Krajeńskiego włączono natomiast grunty rolne o powierzchni ogólnej 1.040,01 ha.
Gromada przetrwała do końca 1972 roku, czyli do kolejnej reformy gminnej.
1 stycznia 1973 Miasteczko Krajeńskie utraciło zarówno prawa miejskie jak i funkcje administracyjne, stając się wsią w gminie Białośliwie w powiecie wyrzyskim. Do funkcji administracyjnych (choć nadal jako wieś) Miasteczko Krajeńskie powróciło dopiero po 19 latach, 1 stycznia 1992, kiedy to w woj. pilskim reaktywowano zniesioną w 1954 roku gminę Miasteczko Krajeńskie (od 1999 gmina Miasteczko Krajeńskie znajduje się w powiecie pilskim w woj. wielkopolskim).